# Пэйтон, Джо Мари
Джо Мари Пэйтон (англ. Jo Marie Payton, род. 3 августа 1950) — американская актриса и певица, известная благодаря ролям в телевизионных комедиях. Пэйтон наиболее известна благодаря роли Гарриетт Уинслоу в длительном ситкоме «Дела семейные», где она снималась с 1989 по 1997 год. Эту роль она начала играть в ситкоме «Идеальные незнакомцы» (1987-89), спин-оффом которого и стал «Дела семейные». Пэйтон ушла из «Дела семейные» в ходе его девятого и последнего сезона и была заменена на Джудьянн Элдер.
Пэйтон родилась и выросла в Олбани, штат Джорджия. Её первая крупная роль была в недолго просуществовавшем ситкоме The New Odd Couple в сезоне 1982-83 годов. На более поздних этапах карьеры у Пэйтон была второстепенная роль в ситкоме «Уилл и Грейс» (1999—2000), а также гостевые роли в «Седьмое небо», «Паркеры», «Справедливая Эми», «Подруги» и «Отчаянные домохозяйки». Она также работала актёром озвучивания в анимационном ситкоме The Proud Family с 2001 по 2005 год. В 2015 году Пэйтон вернулась к регулярной работе в ситкомах, снимаясь в «Манн и жена» для Bounce TV.

## Избранная фильмография
| Год  |   | Русское название      | Оригинальное название | Роль   |
| ---- | - | --------------------- | --------------------- | ------ |
| 2006 | с | Отчаянные домохозяйки | Desperate Housewives  | Шарлин |